# Albert Rusnák
Albert Rusnák (Vyškov, 7 luglio 1994) è un calciatore slovacco, centrocampista dei Seattle Sounders FC.

## Carriera

### Club
Inizia la propria carriera calcistica tra le file del VSS Košice.
In scadenza di contratto con il Manchester City e alla ricerca di un posto in prima squadra, il 18 dicembre 2014 firma un triennale con gli olandesi del Groningen. Il 3 maggio 2015, nella finale di Coppa dei Paesi Bassi, sigla le due reti della vittoria contro i campioni in carica del PEC Zwolle, successo che tra l'altro vale ai biancoverdi un posto in UEFA Europa League.
Il 6 gennaio 2017 si trasferisce al Real Salt Lake, squadra di Salt Lake City, in MLS. L'8 aprile dello stesso anno sigla la sua prima rete in campionato, nella vittoria contro il Vancouver.

### Nazionale
Ha giocato nelle nazionali giovanili slovacche Under-17, Under-19 ed Under-21; con quest'ultima nazionale nel 2017 ha anche partecipato agli Europei di categoria.
Tra il 2016 ed il 2022 ha totalizzato complessivamente 38 presenze e 7 reti con la nazionale maggiore slovacca.

## Statistiche

### Presenze e reti nei club
Statistiche aggiornate all'8 giugno 2025.
| Stagione                | Squadra                 | Campionato              | Campionato | Campionato | Coppe nazionali | Coppe nazionali | Coppe nazionali | Coppe continentali | Coppe continentali | Coppe continentali | Altre coppe | Altre coppe | Altre coppe | Totale | Totale |
| Stagione                | Squadra                 | Comp                    | Pres       | Reti       | Comp            | Pres            | Reti            | Comp               | Pres               | Reti               | Comp        | Pres        | Reti        | Pres   | Reti   |
| ----------------------- | ----------------------- | ----------------------- | ---------- | ---------- | --------------- | --------------- | --------------- | ------------------ | ------------------ | ------------------ | ----------- | ----------- | ----------- | ------ | ------ |
| ago.-sett. 2013         | Oldham Athletic         | FL1                     | 2          | 0          | FACup+CdL       | 0               | 0               | -                  | -                  | -                  | EFL         | 1           | 0           | 3      | 0      |
| gen.-giu. 2014          | Birmingham City         | FLC                     | 3          | 0          | FACup+CdL       | 1+0             | 0               | -                  | -                  | -                  | -           | -           | -           | 4      | 0      |
| 2014-gen. 2015          | Cambuur                 | E                       | 17         | 4          | CO              | 2               | 0               | -                  | -                  | -                  | -           | -           | -           | 19     | 4      |
| gen.-giu. 2015          | Groningen               | E                       | 16         | 3          | CO              | 3               | 3               | -                  | -                  | -                  | -           | -           | -           | 19     | 6      |
| 2015-2016               | Groningen               | E                       | 30+2       | 4+1        | CO              | 2               | 0               | UEL                | 6                  | 0                  | SO          | 1           | 0           | 41     | 5      |
| 2016-gen. 2017          | Groningen               | E                       | 13         | 1          | CO              | 2               | 0               | -                  | -                  | -                  | -           | -           | -           | 15     | 1      |
| Totale Groningen        | Totale Groningen        | Totale Groningen        | 59+2       | 8+1        |                 | 7               | 3               |                    | 6                  | 0                  |             | 1           | 0           | 75     | 12     |
| 2017                    | Real Salt Lake          | MLS                     | 30         | 7          | USOC            | 0               | 0               | -                  | -                  | -                  | -           | -           | -           | 30     | 7      |
| 2018                    | Real Salt Lake          | MLS                     | 31+2       | 10+1       | USOC            | 0               | 0               | -                  | -                  | -                  | -           | -           | -           | 33     | 11     |
| 2019                    | Real Salt Lake          | MLS                     | 29+2       | 10+0       | USOC            | 0               | 0               | -                  | -                  | -                  | -           | -           | -           | 31     | 10     |
| 2020                    | Real Salt Lake          | MLS                     | 14         | 2          | -               | -               | -               | -                  | -                  | -                  | MiB         | 3           | 1           | 17     | 3      |
| 2021                    | Real Salt Lake          | MLS                     | 34+1       | 11+0       | -               | -               | -               | -                  | -                  | -                  | -           | -           | -           | 35     | 11     |
| Totale Real Salt Lake   | Totale Real Salt Lake   | Totale Real Salt Lake   | 138+5      | 40+1       |                 | 0               | 0               |                    | -                  | -                  |             | 3           | 1           | 146    | 42     |
| 2022                    | Seattle Sounders        | MLS                     | 32         | 3          | USOC            | 0               | 0               | CCL                | 8                  | 1                  | -           | -           | -           | 40     | 4      |
| 2023                    | Seattle Sounders        | MLS                     | 32+4       | 5+2        | USOC            | 0               | 0               | -                  | -                  | -                  | LC+CmC      | 2+1         | 0           | 39     | 7      |
| 2024                    | Seattle Sounders        | MLS                     | 32+3       | 10+0       | USOC            | 2               | 0               | -                  | -                  | -                  | LC          | 5           | 1           | 42     | 11     |
| 2025                    | Seattle Sounders        | MLS                     | 17         | 7          | -               | -               | -               | CCC                | 3                  | 1                  | Cmc         | 1           | 1           | 21     | 9      |
| Totale Seattle Sounders | Totale Seattle Sounders | Totale Seattle Sounders | 113+7      | 25+2       |                 | 2               | 0               |                    | 11                 | 2                  |             | 9           | 2           | 142    | 31     |
| Totale carriera         | Totale carriera         | Totale carriera         | 346        | 81         |                 | 12              | 3               |                    | 17                 | 2                  |             | 14          | 3           | 389    | 89     |

### Cronologia presenze e reti in nazionale
| Cronologia completa delle presenze e delle reti in nazionale ― Slovacchia | Cronologia completa delle presenze e delle reti in nazionale ― Slovacchia | Cronologia completa delle presenze e delle reti in nazionale ― Slovacchia | Cronologia completa delle presenze e delle reti in nazionale ― Slovacchia | Cronologia completa delle presenze e delle reti in nazionale ― Slovacchia | Cronologia completa delle presenze e delle reti in nazionale ― Slovacchia | Cronologia completa delle presenze e delle reti in nazionale ― Slovacchia | Cronologia completa delle presenze e delle reti in nazionale ― Slovacchia |
| Data                                                                      | Città                                                                     | In casa                                                                   | Risultato                                                                 | Ospiti                                                                    | Competizione                                                              | Reti                                                                      | Note                                                                      |
| ------------------------------------------------------------------------- | ------------------------------------------------------------------------- | ------------------------------------------------------------------------- | ------------------------------------------------------------------------- | ------------------------------------------------------------------------- | ------------------------------------------------------------------------- | ------------------------------------------------------------------------- | ------------------------------------------------------------------------- |
| 15-11-2016                                                                | Vienna                                                                    | Austria                                                                   | 0 – 0                                                                     | Slovacchia                                                                | Amichevole                                                                | -                                                                         | 46’                                                                       |
| 26-3-2017                                                                 | Ta' Qali                                                                  | Malta                                                                     | 1 – 3                                                                     | Slovacchia                                                                | Qual. Mondiali 2018                                                       | -                                                                         | 86’                                                                       |
| 10-6-2017                                                                 | Vilnius                                                                   | Lituania                                                                  | 1 – 2                                                                     | Slovacchia                                                                | Qual. Mondiali 2018                                                       | -                                                                         | 77’                                                                       |
| 1-9-2017                                                                  | Trnava                                                                    | Slovacchia                                                                | 1 – 0                                                                     | Slovenia                                                                  | Qual. Mondiali 2018                                                       | -                                                                         | 55’                                                                       |
| 4-9-2017                                                                  | Londra                                                                    | Inghilterra                                                               | 2 – 1                                                                     | Slovacchia                                                                | Qual. Mondiali 2018                                                       | -                                                                         | 68’                                                                       |
| 8-10-2017                                                                 | Trnava                                                                    | Slovacchia                                                                | 3 – 0                                                                     | Malta                                                                     | Qual. Mondiali 2018                                                       | -                                                                         | 87’                                                                       |
| 10-11-2017                                                                | Leopoli                                                                   | Ucraina                                                                   | 2 – 1                                                                     | Slovacchia                                                                | Amichevole                                                                | -                                                                         |                                                                           |
| 14-11-2017                                                                | Trnava                                                                    | Slovacchia                                                                | 1 – 0                                                                     | Norvegia                                                                  | Amichevole                                                                | -                                                                         | 63’                                                                       |
| 22-3-2018                                                                 | Bangkok                                                                   | Emirati Arabi Uniti                                                       | 1 – 2                                                                     | Slovacchia                                                                | Amichevole                                                                | 1                                                                         | 94’                                                                       |
| 25-3-2018                                                                 | Bangkok                                                                   | Thailandia                                                                | 2 – 3                                                                     | Slovacchia                                                                | Amichevole                                                                | -                                                                         | 82’                                                                       |
| 31-5-2018                                                                 | Trnava                                                                    | Slovacchia                                                                | 1 – 1                                                                     | Paesi Bassi                                                               | Amichevole                                                                | -                                                                         | 90’                                                                       |
| 4-6-2018                                                                  | Ginevra                                                                   | Slovacchia                                                                | 1 – 2                                                                     | Marocco                                                                   | Amichevole                                                                | -                                                                         | 46’                                                                       |
| 5-9-2018                                                                  | Trnava                                                                    | Slovacchia                                                                | 3 – 0                                                                     | Danimarca                                                                 | Amichevole                                                                | 1                                                                         | 46’                                                                       |
| 9-9-2018                                                                  | Leopoli                                                                   | Ucraina                                                                   | 1 – 0                                                                     | Slovacchia                                                                | UEFA Nations League 2018-2019 - 1º turno                                  | -                                                                         | 70’                                                                       |
| 16-10-2018                                                                | Solna                                                                     | Svezia                                                                    | 1 – 1                                                                     | Slovacchia                                                                | Amichevole                                                                | 1                                                                         |                                                                           |
| 16-11-2018                                                                | Trnava                                                                    | Slovacchia                                                                | 4 – 1                                                                     | Ucraina                                                                   | UEFA Nations League 2018-2019 - 1º turno                                  | 1                                                                         |                                                                           |
| 19-11-2018                                                                | Praga                                                                     | Rep. Ceca                                                                 | 1 – 0                                                                     | Slovacchia                                                                | UEFA Nations League 2018-2019 - 1º turno                                  | -                                                                         | 58’                                                                       |
| 21-3-2019                                                                 | Trnava                                                                    | Slovacchia                                                                | 2 – 0                                                                     | Ungheria                                                                  | Qual. Euro 2020                                                           | 1                                                                         |                                                                           |
| 24-3-2019                                                                 | Cardiff                                                                   | Galles                                                                    | 1 – 0                                                                     | Slovacchia                                                                | Qual. Euro 2020                                                           | -                                                                         |                                                                           |
| 11-6-2019                                                                 | Baku                                                                      | Azerbaigian                                                               | 1 – 5                                                                     | Slovacchia                                                                | Qual. Euro 2020                                                           | -                                                                         |                                                                           |
| 6-9-2019                                                                  | Bratislava                                                                | Slovacchia                                                                | 0 – 4                                                                     | Croazia                                                                   | Qual. Euro 2020                                                           | -                                                                         | 46’                                                                       |
| 9-9-2019                                                                  | Budapest                                                                  | Ungheria                                                                  | 1 – 2                                                                     | Slovacchia                                                                | Qual. Euro 2020                                                           | -                                                                         |                                                                           |
| 10-10-2019                                                                | Trnava                                                                    | Slovacchia                                                                | 1 – 1                                                                     | Galles                                                                    | Qual. Euro 2020                                                           | -                                                                         |                                                                           |
| 16-11-2019                                                                | Fiume                                                                     | Croazia                                                                   | 3 – 1                                                                     | Slovacchia                                                                | Qual. Euro 2020                                                           | -                                                                         | 63’                                                                       |
| 8-10-2020                                                                 | Bratislava                                                                | Slovacchia                                                                | 0 – 0 dts (4 – 2 dtr)                                                     | Irlanda                                                                   | Qual. Euro 2020                                                           | -                                                                         | 86’                                                                       |
| 11-10-2020                                                                | Glasgow                                                                   | Scozia                                                                    | 1 – 0                                                                     | Slovacchia                                                                | UEFA Nations League 2020-2021 - 1º turno                                  | -                                                                         | 76’                                                                       |
| 14-10-2020                                                                | Trnava                                                                    | Slovacchia                                                                | 2 – 3                                                                     | Israele                                                                   | UEFA Nations League 2020-2021 - 1º turno                                  | -                                                                         |                                                                           |
| 12-11-2020                                                                | Belfast                                                                   | Irlanda del Nord                                                          | 1 – 2 dts                                                                 | Slovacchia                                                                | Qual. Euro 2020                                                           | -                                                                         | 118’                                                                      |
| 15-11-2020                                                                | Trnava                                                                    | Slovacchia                                                                | 1 – 0                                                                     | Scozia                                                                    | UEFA Nations League 2020-2021 - 1º turno                                  | -                                                                         | 68’ 88’                                                                   |
| 18-11-2020                                                                | Plzeň                                                                     | Rep. Ceca                                                                 | 2 – 0                                                                     | Slovacchia                                                                | UEFA Nations League 2020-2021 - 1º turno                                  | -                                                                         | 62’                                                                       |
| 24-3-2021                                                                 | Nicosia                                                                   | Cipro                                                                     | 0 – 0                                                                     | Slovacchia                                                                | Qual. Mondiali 2022                                                       | -                                                                         | 60’                                                                       |
| 27-3-2021                                                                 | Trnava                                                                    | Slovacchia                                                                | 2 – 2                                                                     | Malta                                                                     | Qual. Mondiali 2022                                                       | -                                                                         | 72’                                                                       |
| 8-10-2021                                                                 | Kazan'                                                                    | Russia                                                                    | 1 – 0                                                                     | Slovacchia                                                                | Qual. Mondiali 2022                                                       | -                                                                         | 64’                                                                       |
| 14-11-2021                                                                | Ta' Qali                                                                  | Malta                                                                     | 0 – 6                                                                     | Slovacchia                                                                | Qual. Mondiali 2022                                                       | 2                                                                         |                                                                           |
| 3-6-2022                                                                  | Novi Sad                                                                  | Bielorussia                                                               | 0 – 1                                                                     | Slovacchia                                                                | UEFA Nations League 2022-2023 - 1º turno                                  | -                                                                         | 60’                                                                       |
| 6-6-2022                                                                  | Trnava                                                                    | Slovacchia                                                                | 0 – 1                                                                     | Kazakistan                                                                | UEFA Nations League 2022-2023 - 1º turno                                  | -                                                                         | 71’                                                                       |
| 10-6-2022                                                                 | Baku                                                                      | Azerbaigian                                                               | 0 – 1                                                                     | Slovacchia                                                                | UEFA Nations League 2022-2023 - 1º turno                                  | -                                                                         |                                                                           |
| 13-6-2022                                                                 | Astana                                                                    | Kazakistan                                                                | 2 – 1                                                                     | Slovacchia                                                                | UEFA Nations League 2022-2023 - 1º turno                                  | -                                                                         | 72’                                                                       |
| Totale                                                                    |                                                                           | Presenze                                                                  | 38                                                                        |                                                                           | Reti                                                                      | 7                                                                         |                                                                           |

## Palmarès

### Club

#### Competizioni nazionali
- Coppa dei Paesi Bassi: 1

Groningen: 2014-2015

#### Competizioni internazionali
- CONCACAF Champions League: 1

Seattle Sounders: 2022

### Nazionale
- King's Cup: 1

2018